# Amblyomma babirussae
Amblyomma babirussae (лат.) — вид клещей рода Amblyomma из семейства Ixodidae. Юго-Восточная Азия: Сулавеси (Индонезия). Взрослые и нимфы паразитируют как на диких, так и на домашних крупных копытных животных. Клещи были также обнаружены на крысах и виверрах. У самцов спинной жесткий щиток прикрывает все тело, у самок треть.